# Круглоподпольное
Круглоподпо́льное — посёлок в Аннинском районе Воронежской области России.
Входит в состав Николаевского сельского поселения.

## Население
| 2000 | 2005 | 2010 |
| ---- | ---- | ---- |
| 491  | ↗540 | ↘440 |

## Улицы
| - ул. Луговая, - ул. Набережная, - ул. Новая, - ул. Полевая, | - ул. Садовая 1-я, - ул. Садовая 2-я, - ул. Школьная. |